# Alfredo Corradini
Alfredo Corradini (Livorno, 4 dicembre 1866 – Frascati, 11 agosto 1939) è stato un chimico e imprenditore italiano.

## Biografia
Laureatosi in ingegneria all'università di Pisa, si dedicò all'attività industriale e fu alla guida di importanti industrie chimiche. Nel 1891 impiantò una fabbrica per la produzione di cellulosa in Calabria. Nel 1904 costituì a Roma la SIPA - Società italiana per la fabbricazione dei prodotti azotati e di altri prodotti per l'agricoltura, una società chimica attiva nella produzione di concimi; in particolare nel 1905 la SIPA rilevò lo stabilimento di Piano d'Orta, dove già si produceva perfosfato e solfato di rame, per iniziare un ciclo produttivo per la calciocianammide.
Svolse la sua attività anche in altre industrie. Fondò la “Società Elettrochimica” di Bussi, la “Società Italiana del Bromo” e la “Compagnia Italiana d'Oltremare” in Libia. Guidò la “Soc. An. Saline Italiane” con le sue miniere di salgemma a Cammarata . 